# Boiga flaviviridis
Espèce
Boiga flaviviridis  est une espèce de serpents de la famille des Colubridae.

## Répartition
Cette espèce est endémique d’Inde. Elle se rencontre en Andhra Pradesh et au Bengale-Occidental.

## Publication originale
- Vogel & Ganesh, 2013 : A new species of cat snake (Reptilia: Serpentes: Colubridae: Boiga) from dry forests of eastern Peninsular India. Zootaxa, no 3637 (2), p. 158–168.